# فربيون نيريدوم
فربيون نيريدوم ويُطلق عليه اسم نبتة أوراق النيريوم هو نوعٌ من النباتات المُزهرة من جنس الفربيون، وموطنه المغرب. وقد حَصلت على جائزة الجمعية الملكية للبَستنة لجائزة الاستحقاق للحدائق.